# Jurij Lewada

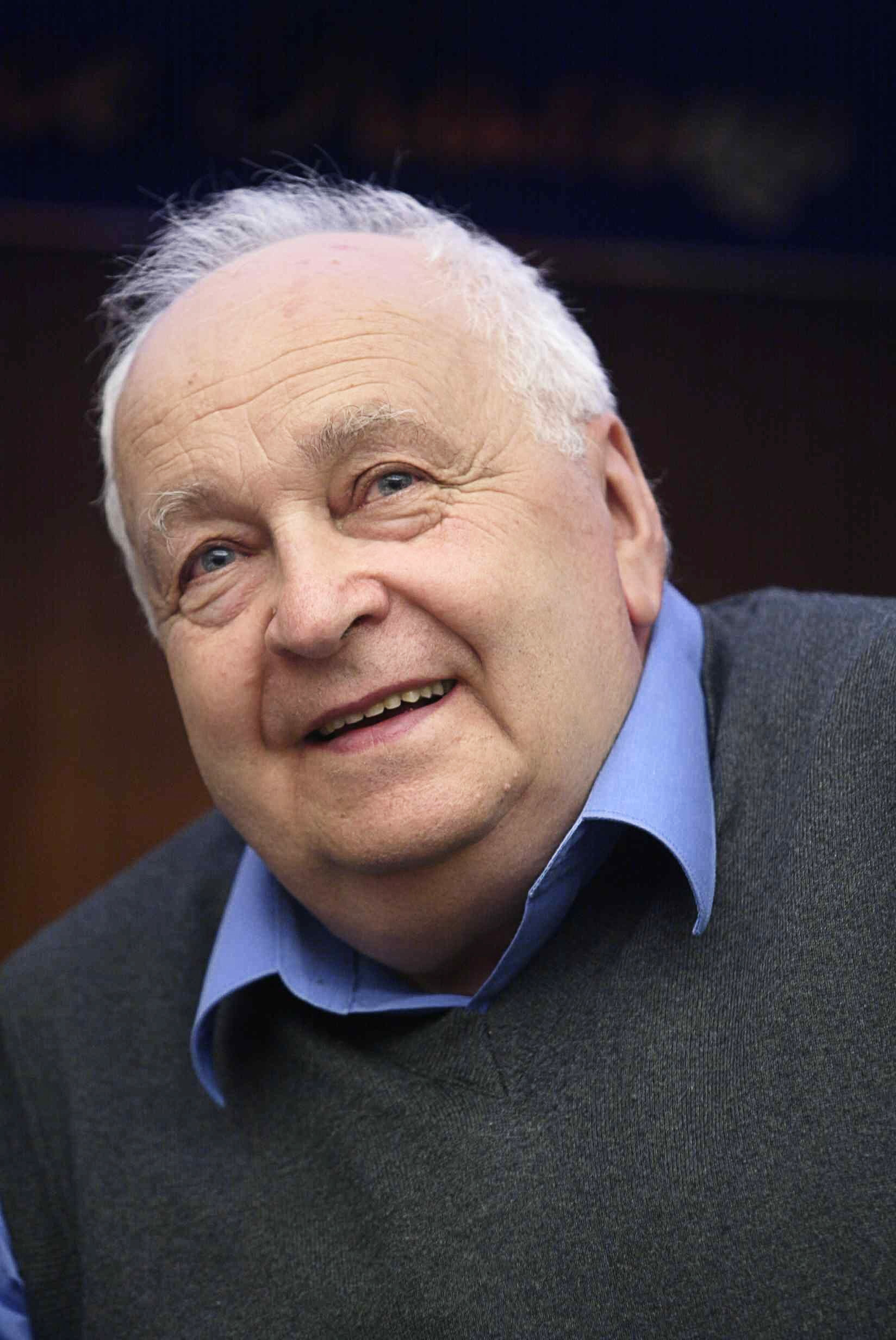
Jurij Lewada

Jurij Aleksandrowicz Lewada (ros. Юрий Александрович Левада, wcześniej Море́йнис, ur. 24 kwietnia 1930 w Winnicy, zm. 16 listopada 2006 w Moskwie) – rosyjski dziennikarz, publicysta, politolog, profesor socjologii na Uniwersytecie Moskiewskim (MGU).
Ukończył w 1952 Wydział Filozofii MGU. Od 1992 do 2003 r. był dyrektorem Wszechrosyjskiego Ośrodka Badania Opinii Publicznej. Od 2003 r. prowadził własne przedsiębiorstwo Centrum Lewady.
Był przedstawicielem pokolenia „szestidiesiatnikow”. Zmarł na zawał serca we własnym gabinecie.